# Cymbaloporetta
Cymbaloporetta es un género de foraminífero bentónico de la subfamilia Cymbaloporinae, de la familia Cymbaloporidae, de la superfamilia Planorbulinoidea, del suborden Rotaliina y del orden Rotaliida. Su especie tipo es Rosalina squammosa. Su rango cronoestratigráfico abarca desde el Plioceno hasta la Actualidad.

## Clasificación
Cymbaloporetta incluye a las siguientes especies:
- Cymbaloporetta atlantica
- Cymbaloporetta bermudezi
- Cymbaloporetta bradyi
- Cymbaloporetta cifellii
- Cymbaloporetta grandis †
- Cymbaloporetta hemisphaerica
- Cymbaloporetta milletti †
- Cymbaloporetta plana †
- Cymbaloporetta poeyi
- Cymbaloporetta solida
- Cymbaloporetta squammosa
  - Cymbaloporetta squammosa differens
  - Cymbaloporetta squammosa pagoensis

Otras especies consideradas en Cymbaloporetta son:
- Cymbaloporetta bulloides, aceptado como Tretomphalus bulloides
- Cymbaloporetta mexicana, de posición genérica incierta
- Cymbaloporetta panayensis, de posición genérica incierta
- Cymbaloporetta squammosiformis, de posición genérica incierta
- Cymbaloporetta tabellaeformis, aceptado como Cymbaloporella tabellaeformis

En Cymbaloporetta se ha considerado el siguiente subgénero:
- Cymbaloporetta (Millettiana), aceptado como género Millettiana